# Tankmaro
Tankmaro chiamato anche Dedi o Tammo (908 circa – 28 luglio 938) fu l'unico figlio che Enrico I di Sassonia ebbe dalla sua prima moglie, Hatheburga di Merseburgo (o Eteburca).
Nella Cronaca di Tietmaro, è indicato erroneamente come figlio di Ottone I e di una certa Liudgarda.

## Biografia
Sua madre era stata precedentemente sposata ma era rimasta vedova, decidendo quindi di entrare in un convento. Enrico la sposò ma presto si stancò della sposa, innamorandosi di Matilde, anch'ella suora. Per liberarsi della moglie accampò la scusa dell'illegittimità del loro matrimonio in quanto suora e la coppia si separò. La legittimità di Tankmaro venne quindi in discussione.
Nel 929 Enrico I, poco prima di morire, organizzò la sua successione e fece ratificare l'accordo da un'assemblea a Erfurt. Dopo la sua morte, le sue terre e la sua ricchezza furono divise tra i suoi quattro figli: Tankmaro, Ottone, Enrico e Bruno. Ottone, pur essendo un secondogenito (primogenito se si guarda la successione dei figli avuti con Matilde), fu designato da suo padre a succedergli sul trono dei Franchi Orientali. L'unica disputa di successione fu tra Ottone e il fratello minore Enrico, che fu tenuto de facto agli arresti domiciliari in Baviera durante l'incoronazione di Ottone. Enrico quindi superò la divisione tradizionale del regno, tipico delle stirpe franche dei Merovingi e dei Carolingi, preferendo una successione univoca di un solo figlio, scegliendo inoltre non il figlio del primo matrimonio, compromesso da un divorzio e senza il supporto alle spalle di una regina madre, ma quello del secondo matrimonio.
Dopo la morte di suo cugino, Sigfrido, conte di Merseburgo (erano legati nella linea materna), nel 937, Tankmaro rivendicò Merseburgo. Ottone, tuttavia, nominò come successore Gero, il fratello di Sigfrido. Durante questa disputa, Eberardo di Franconia, fratello del predecessore al trono de Enrico l'Uccellatore, e Wichmann il Vecchio (che però poi abbandonò l'impresa) si ribellarono contro Ottone e Tankmaro si unì a loro. 
Secondo Vitichindo, Tankmaro, indignato per aver perso l'eredità materna, dopo essersi unito ad Eberardo, catturò la fortezza di Belecke (oggi parte di Warstein, nel Land della Renania Settentrionale-Vestfalia) e il fratellastro Enrico, il quale venne consegnato ad Eberardo; negli scontri per la fortezza, venne ucciso Gebeardo della stirpe dei Corradinidi, figlio di Odo del Wetterau e nipote del duca di Svevia Ermanno I. Quindi catturò Eresburgo e presto vi venne assediato. Gli abitanti di questa fortezza, avendo avuto notizia di un imminente arrivo del re, aprì le porte del forte, e Tankmaro dovette rifugiarsi nella chiesa consacrata personalmente da papa Leone III quando salì a Paderborn a chiedere aiuto a Carlo Magno, venendo inseguito dai suoi nemici, cui si distinsero nell'animosità gli uomini del fratellastro Enrico, da lui precedentemente catturato e desiderosi di vendetta; questi abbatterono le porte della chiesa e vi entrarono con le armi, trovandovi Tankmaro nei pressi dell'altare, su cui aveva depositato le proprie armi e la propria collana d'oro. Tankmaro venne spinto sempre più indietro dalle lance degli assalitori e, insultandolo, Thiatbold, figlio bastardo di Cobbo, della stirpe degli Asikonidi, lo ferì, venendo però a sua volta ferito da Tankmaro, morendo poco tempo dopo. A quel punto, però, un certo Maincia, da una finestra vicino all'altare, scagliò una lancia contro Tankmaro di spalle, uccidendolo; Maincia morì nella cosiddetta guerra di Birten, cioè il conflitto tra Ottone e i duchi Eberardo e Gisleberto, più precisamente nel corso di una battaglia che ebbe luogo dell'anno seguente, perdendo tutto l'oro da lui rubato sull'altare. Saputa della morte dell'alleato Tankmaro, Eberardo si arrese all'ormai ex prigioniero Enrico, chiedendogli perdono, e il duca si accordò per il sostegno ad Enrico quando egli avrebbe reclamato la corona. Nel frattempo Ottone, essendo in piena guerra civile, non poté nell'immediato, perseguire i colpevoli.
Tietmaro differisce un poco dal racconto di Vitichindo: egli infatti è più sbrigativo e riferisce direttamente che Tankmaro (erroneamente indicato come figlio, così come la madre è erroneamente chiamata Liudgarda) fu assediato a Eresburgo, presso Nieder-Marsberg sul Diemel. Quando gli uomini di Ottone penetrarono nella fortezza, egli fuggì nella chiesa di San Pietro, chiesa «dove prima veniva adorato l'Irminsul», venendo però ucciso nei pressi dell'altare da una lancia scagliata da un certo Maginzone (o Maginzo) attraverso una finestra della chiesa mentre cercava rifugio all'interno. Il re vendicò il fratellastro (nonostante questo gli si fosse ribellato) «infliggendo a Maginzo una morte crudele», evento accordo nel «secondo anno del suo regno», differendo, nel destino di quest'ultimo, da Vitichindo.

## Ascendenza
|                          |   |                     | Genitori              |  |  | Nonni |  |  | Bisnonni             |  |  | Trisnonni |  |
|                          |   |                     |                       |  |  |       |  |  | Liudolfo di Sassonia |  |  | Bruno     |  |
|                          |   |                     |                       |  |  |       |  |  | Liudolfo di Sassonia |  |  | Bruno     |  |
|                          |   | Gisla di Verla      |                       |  |  |       |  |  | Liudolfo di Sassonia |  |  |           |  |
| Ottone I di Sassonia     |   |                     |                       |  |  |       |  |  | Liudolfo di Sassonia |  |  |           |  |
|                          |   | Oda di Billung      | Billung               |  |  |       |  |  |                      |  |  |           |  |
|                          |   | Oda di Billung      | Billung               |  |  |       |  |  |                      |  |  |           |  |
|                          |   | Oda di Billung      | …                     |  |  |       |  |  |                      |  |  |           |  |
| Enrico I di Sassonia     |   | Oda di Billung      |                       |  |  |       |  |  |                      |  |  |           |  |
|                          |   | Enrico di Franconia | Poppone I di Grapfeld |  |  |       |  |  |                      |  |  |           |  |
|                          |   | Enrico di Franconia | Poppone I di Grapfeld |  |  |       |  |  |                      |  |  |           |  |
|                          |   | Enrico di Franconia | …                     |  |  |       |  |  |                      |  |  |           |  |
| Edvige di Babenberg      |   | Enrico di Franconia |                       |  |  |       |  |  |                      |  |  |           |  |
|                          |   | Ingeltrude          | Eberardo del Friuli   |  |  |       |  |  |                      |  |  |           |  |
|                          |   | Ingeltrude          | Eberardo del Friuli   |  |  |       |  |  |                      |  |  |           |  |
|                          |   | Ingeltrude          | Gisella               |  |  |       |  |  |                      |  |  |           |  |
| Tankmaro di Sassonia     |   | Ingeltrude          |                       |  |  |       |  |  |                      |  |  |           |  |
|                          | … | …                   |                       |  |  |       |  |  |                      |  |  |           |  |
|                          | … | …                   |                       |  |  |       |  |  |                      |  |  |           |  |
|                          | … | …                   |                       |  |  |       |  |  |                      |  |  |           |  |
| Ervino di Merseburgo     | … |                     |                       |  |  |       |  |  |                      |  |  |           |  |
|                          |   | …                   | …                     |  |  |       |  |  |                      |  |  |           |  |
|                          |   | …                   | …                     |  |  |       |  |  |                      |  |  |           |  |
|                          |   | …                   | …                     |  |  |       |  |  |                      |  |  |           |  |
| Hatheburga di Merseburgo |   | …                   |                       |  |  |       |  |  |                      |  |  |           |  |
|                          |   | …                   | …                     |  |  |       |  |  |                      |  |  |           |  |
|                          |   | …                   | …                     |  |  |       |  |  |                      |  |  |           |  |
|                          |   | …                   | …                     |  |  |       |  |  |                      |  |  |           |  |
| Wendilgarde              |   | …                   |                       |  |  |       |  |  |                      |  |  |           |  |
|                          |   | …                   | …                     |  |  |       |  |  |                      |  |  |           |  |
|                          |   | …                   | …                     |  |  |       |  |  |                      |  |  |           |  |
|                          |   | …                   | …                     |  |  |       |  |  |                      |  |  |           |  |
|                          |   | …                   |                       |  |  |       |  |  |                      |  |  |           |  |